# Solenopsis nicaeensis
Solenopsis nicaeensis é uma espécie de formiga do gênero Solenopsis, pertencente à subfamília Myrmicinae.